# باشگاه فوتبال آ.ث. میلان
اَسوچیاتزیونه کالچو میلان (به ایتالیایی: Associazione Calcio Milan; تلفظ ایتالیایی: [assotʃatˈtsjo:ne ˈkaltʃo ˈmi:lan]) که عموماً با نام آ.ث. میلان یا میلان شناخته می‌شود، باشگاه حرفه‌ای فوتبال است که در شهر میلان ایتالیا پایه‌گذاری شده است. در ۱۶ دسامبر ۱۸۹۹ با نام «باشگاه کریکت میلان» به‌وسیلهٔ آلفرد ادواردز و هربرت کیلپین انگلیسی تأسیس شد و به‌دلیل انگلیسی بودن بنیانگذاران، اسم باشگاه به جای میلانو (تلفظ ایتالیایی)، میلان نام گرفت. آث میلان با کسب ۷ عنوان قهرمانی در لیگ قهرمانان اروپا پرافتخارترین تیم ایتالیایی در اروپا و بعد از رئال مادرید دومین تیم پرافتخار این رقابت‌ها شناخته می‌شود.
میلان با ۱۹ عنوانِ قهرمانی در یوفا و فیفا، چهارمین باشگاهِ موفق در جهان است. ۵ قهرمانی در جام حذفی ایتالیا و ۸ قهرمانی در سوپر جام ایتالیا و یکی از پرافتخارترین تیم‌های ایتالیا است. همچنین با ۷ قهرمانی در لیگ قهرمانان اروپا، ۲ قهرمانی در جام برندگان جام اروپا، ۵ قهرمانی در سوپر جام اروپا، ۳ قهرمانی در جام بین قاره‌ای و ۱ جام باشگاه‌های فوتبال جهان و در مجموع ۱۸ جام، پس از رئال مادرید پرجام‌ترین تیم‌های اروپایی است و در عرصهٔ بین‌المللی، بعد از رئال مادرید در رده دوم قرار دارند. و در مجموع با کسب ۵۲ جام رسمی یکی از پرافتخارترین تیم‌های اروپاست و نسبت به رقبای داخلی اینتر میلان و یوونتوس، در رتبه بالاتری قرار دارد.
ورزشگاه خانگی آن‌ها سن سیرو است که با گنجایش ۸۰٬۰۱۸ نفری، بزرگ‌ترین ورزشگاه ایتالیا، و یکی از بزرگ‌ترین ورزشگاه‌های اروپاست. میلان این استادیوم را با اینتر میلان مشترکاً استفاده می‌کند. اینتر میلان بزرگ‌ترین رقیب آن‌هاست و رقابت این دو تیم شهرآورد دلا مادونینا نام دارد که یکی از مهم‌ترین شهرآوردهای فوتبالی در جهان است.
سیلویو برلوسکونی نخست‌وزیر سابق ایتالیا، مالک سابق باشگاه بود که ریاست این باشگاه را به مدت ۳۱ سال بر عهده داشت. این باشگاه از اعضای بنیان‌گذار گروه ۱۴ است که پس از فروپاشی توسط اتحادیه باشگاه‌های فوتبال اروپا جایگزین شد.

## تاریخچه

### روزهای آغازین
| "Saremo una squadra di diavoli. I nostri colori saranno il rosso come il fuoco e il nero come la paura che incuteremo agli avversari."— 1899, Herbert Kilpin | "ما تیم شیاطین هستیم. رنگ‌های ما قرمز به مانند آتش و سیاه برای فراخوانی ترس در حریف‌هایمان است."— ۱۸۹۹، هربرت کیلپین |

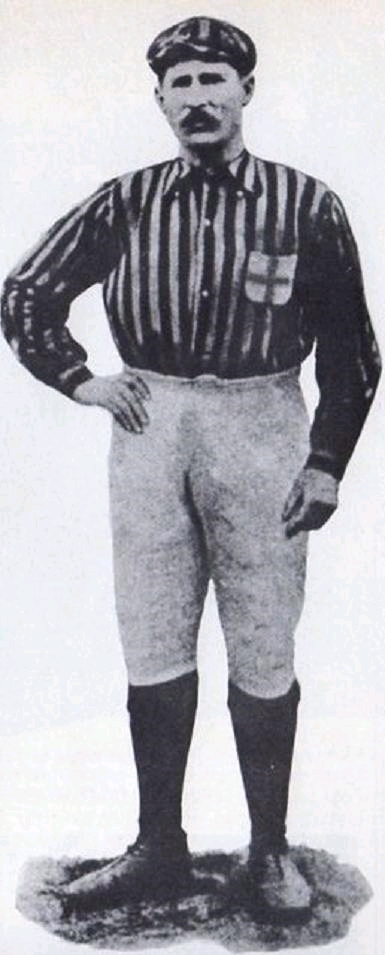
هربرت کیلپین، نخستین کاپیتان میلان

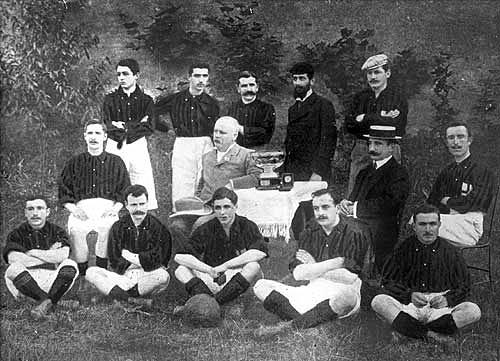
آ.ث. میلان در سال ۱۹۰۱

این باشگاه، در ابتدا با عنوان باشگاه کریکت و فوتبال میلان، توسط دو انگلیسی به نام‌های آلفرد ادواردز و هربرت کیلپین که متولد شهر ناتینگهام بود، در سال ۱۸۹۹ تأسیس شد. به دلیل خاستگاه این باشگاه، از تلفظ انگلیسی نام شهر میلان، به جای تلفظ ایتالیایی این شهر (میلانو)، در نام این باشگاه استفاده شده است. آث میلان نخستین عنوان قهرمانی خود در جام قهرمانی ایتالیا را در سال ۱۹۰۱ و دو قهرمانی پایپی دیگر در سال‌های ۱۹۰۶ و ۱۹۰۷ به‌دست‌آورد.
در سال ۱۹۰۸، این باشگاه شکافی را در خود به دلیل اختلافات داخلی برای جذب بازیکنان خارجی تجربه کرد، که این موضوع باعث تشکیل باشگاه دیگری در شهر میلان به نام اینتر میلان شد. پس از این اتفاقات میلان تا فصل ۵۱–۱۹۵۰ موفق به کسب قهرمانی در ایتالیا نشد. در دهه ۵۰، میلان به اوج فوتبال ایتالیا با هدایت مثلت سوئدی گره-نو-لی که متشکل از گونار گرن، گونار نوردال و نیلس لیدهولم، بازگشت.

### آغاز افتخارات اروپایی و روی کار آمدن روکو

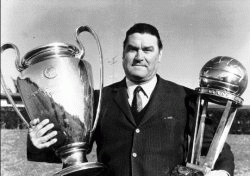
نرئو روکو، موفق‌ترین سرمربی میلان

پس از آن میلان در سال ۱۹۵۸ برای نخستین بار به فینال جام باشگاه‌های اروپا راه یافت، اما در شرایطی که ۲بار از رئال مادرید پیش افتاد در وقت‌های اضافه ۳ بر ۲ مغلوب شد. از اوایل دهه ۶۰ روکو سرمربی میلان شد و باشگاه را به نوک قله افتخار رساند. در فینال ۱۹۶۳ میلان تحت هدایت روکو با پیروزی بر تیم بنفیکا، نخستین تیم ایتالیایی فاتح اروپا لقب گرفت. در سال ۶۸ با شکست هامبورگ، فاتح جام برندگان جام شد و در سال ۱۹۶۹ برای دومین بار قهرمان اروپا شد. در همان سال در جام بین قاره‌ای در دیداری جنجالی استودیانتس آرژانتین را با نتیجه ۴ بر ۲ شکست داد و برای نخستین بار فاتح این جام معتبر بین‌المللی شد.
در اوایل دهه ۷۰ میلان بار دیگر تحت هدایت نرئو روکو جام برندگان جام را فتح کرد. در ادامه دهه میلان ۳بار فاتح کوپا ایتالیا شد و در اواخر دهه تحت هدایت نیلس لیدهولم دهمین اسکودتو را کسب کرد و ستاره‌ای طلایی به همین مناسبت بر روی لباس باشگاه نقش بست.

### توتونرو و سقوط به سری بی
به دنبال بازنشستگی جیانی ریورا، میلان دوران افت را تجربه کرد. دورانی که ماجرای توتونرو یا همان شرط‌بندی و پرداخت رشوه از سوی باشگاه برای تغییر نتیجه مسابقات در سال ۱۹۸۰ و مجازات حضور در سری بی را برای میلان در پی داشت. در فصل ۸۱–۱۹۸۰ میلان برای نخستین بار در تاریخ باشگاه، قهرمان سری بی شد و مجدداً به سری آ بازگشت. اما این بازگشت دوام چندانی نداشت و در پایان فصل ۸۲–۱۹۸۱، در بین شانزده تیم چهاردهم شد و به سری بی‌بازگشت. در همین فصل میلان فاتح جام میتروپا شد. در سال ۱۹۸۲ جوزپه فارینا ریاست باشگاه را برعهده گرفت و میلان را به سری آ بازگرداند. آخرین اقدام او پیش از واگذاری باشگاه به برلوسکونی، امضای قرارداد با پائولو مالدینی بود.

### آغاز ریاست برلوسکونی و بازگشت به قله اروپا
در سال ۱۹۸۶، سیلویو برلوسکونی، باشگاه را خریداری کرد و یک سال بعد با به خدمت‌گیری آریگو ساکی به‌عنوان سرمربی، و بازیکنانی همچون مارکو فان باستن، رود گولیت و فرانک ریکارد دوران شکوفایی مجدد میلان آغاز شد. ساکی در نخستین دوره مربیگری خود در میلان (۱۹۹۱–۱۹۸۷)، موفق به کسب ۸ عنوان قهرمانی شد؛ (یک قهرمانی سری آ، یک قهرمانی سوپر جام ایتالیا، ۲ قهرمانی جام باشگاه‌های اروپا، ۲ قهرمانی سوپر جام اروپا و ۲ قهرمانی جام بین قاره‌ای). وی در این دوره یک نایب قهرمانی در سری آ و یک نایب قهرمانی در کوپا ایتالیا را نیز در کارنامهٔ خود دارد. پس از او فابیو کاپلو، هدایت میلان را برعهده گرفت و در همان فصل اول میلان را بدون شکست قهرمان ایتالیا کرد. میلان دو فصل بعد را هم با قهرمانی ایتالیا پشت سر گذاشت. کاپلو در اروپا هم اقتدار ساکی را ادامه داد و همراه میلان، در ۳ فینال پیاپی لیگ قهرمانان/جام باشگاه‌ها حاضر شد.
در فینال ۱۹۹۴، شاگردان کاپلو در دیداری یک‌طرفه بارسای مقتدر یوهان کرایف را با ۴ گل در هم شکستند و بیش از پیش به رکورد ۶ قهرمانی رئال مادرید نزدیک شدند. در فینال ۱۹۹۵، در شرایطی برابر آژاکس تن به شکست دادند که در صورت کسب پیروزی، با ۶ قهرمانی هم‌رده رئال، رکورددار اروپا می‌شدند.
در ادامه دهه ۹۰، میلان رو به افول گذاشت و در دو فصل ۹۷–۱۹۹۶ و ۹۸–۱۹۹۷ حتی با حضور ساکی و کاپلو هم نتوانست اقتدار خود را حفظ کند. خوردن ۶ گل از یوونتوس، آن هم در ورزشگاه خانگی، بدترین نتیجه دوران برلوسکونی است.

### میلان در قرن بیست و یکم
میلان در نخستین دههٔ قرن، یکی از قدرتمندترین باشگاه‌های اروپا و جهان بود. در فاصلهٔ سال‌های ۲۰۰۳ تا ۲۰۰۷ سه بار به فینال اروپا راه یافت.
سال ۲۰۰۳، در یک فینال تمام ایتالیایی موفق شد رقیب دیرینهٔ خود یوونتوس را در ضربات پنالتی شکست داده و برای ششمین بار قهرمان لیگ قهرمانان اروپا شود. در تابستان همان سال، دیدار سوپر جام را برابر پورتو برگزار کرد و با کسب پیروزی ۱–۰ برای چهارمین بار فاتح این جام اروپایی شد. در پایان سال ۲۰۰۳، میلان در مصاف با بوکا جونیورز در ضربات پنالتی شکست خورد و نتوانست قهرمانی جام بین قاره‌ای را به‌دست‌آورد.

ترکیب طلایی روسونری در اوایل قرن ۲۱

سال ۲۰۰۴، در دیدار رفت از مرحلهٔ یک‌چهارم نهایی دپورتیوو لاکرونیای اسپانیا را در خانه با نتیجهٔ ۴ بر ۱ شکست داد و در شرایطی که همگان تصور می‌کردند که کار تیم اسپانیایی تمام شده، در دیدار برگشت با نتیجهٔ ۴ بر ۰ شکست خورد و از راهیابی به مرحلهٔ نیمه‌نهایی بازماند. در پایان این فصل میلان برای هفدهمین بار فاتح سری آ شد.
فینال ۲۰۰۵ استانبول هیچگاه از خاطر هوادارن میلان و لیورپول محو نخواهد شد. در این فینال دراماتیک، ابتدا میلان با گل زود هنگام کاپیتان افسانه‌ای خود پائولو مالدینی از حریف انگلیسی پیش افتاد. در ادامه هرنان کرسپوی آرژانتینی دو گل دیگر به ثمر رساند تا نیمهٔ نخست با نتیجهٔ قاطع ۳ بر ۰ به سود میلان به پایان برسد. امّا، در نیمهٔ دوم ورق برگشت و لیورپول موفق شد در مدت زمان ۶ دقیقه، نتیجه را به تساوی بکشاند. استیون جرارد، ولادیمیر اسمیچر و ژابی آلونسو سه گل پیاپی به‌ثمر رساندند تا نهایتاً، بازی در پایان ۱۲۰ دقیقه تلاش دو تیم گل دیگری نداشته باشد و ضربات پنالتی قهرمان اروپا را مشخص نماید. لیورپول ۳ بر ۲ در ضربات پنالتی به پیروزی رسید.
نیمه‌نهایی ۲۰۰۶، محل برخورد دو غول اروپا یعنی میلان و بارسلونا بود. تک گل لودویک ژولی کافی بود تا بارسا در مجموع دو دیدار، با نتیجهٔ ۱ بر ۰ پیروز شود و به فینال برسد.
در فصل ۰۶–۲۰۰۵، در پی تخلفات مربوط به تعیین داوران مسابقات سری آ، کمیته انضباطی رأی به کسر ۱۵ امتیاز در شروع فصل ۰۷–۲۰۰۶ و عدم حضور این تیم در لیگ قهرمانان اروپا را صادر کرد که این حکم بعد از بازنگری، به کسر هشت امتیاز و حضور در مرحله پلی آف لیگ قهرمانان اروپا، کاهش پیدا کرد.
سال ۲۰۰۷ یکی از بهترین فصول میلان در قرن جدید بود. باشگاه ایتالیایی، در شرایطی به نیمه نهایی راه یافته بود که سه تیم دیگر این مرحله تماماً انگلیسی بودند. در بازی رفت از دور نیمه‌نهایی، منچستر یونایتد موفق شد در ورزشگاه الدترافورد میلان را با نتیجهٔ ۳ بر ۲ شکست دهد. اما این پایان راه نبود و در شب درخشش کاکا، میلان بازی برگشت را با نتیجهٔ ۳ بر ۰ به سود خود به پایان برد و ضمن جلوگیری از فینال تمام انگلیسی، زمینهٔ انتقام‌گیری از لیورپول را مهیا کرد. ورزشگاه المپیک آتن، محل برگزاری فینال تکراری میلان و لیورپول بود. دو گل از فیلیپو اینزاگی در مقابل تک گل دیرهنگام درک کویت کافی بود تا میلان ضمن گرفتن انتقام دو سال قبل، برای هفتمین بار قهرمان اروپا شود. در تابستان ۲۰۰۷، میلان موفق شد باشگاه سویا را با نتیجهٔ ۳–۱ شکست داده و برای پنجمین بار سوپر جام اروپا را فتح کند. در پایان همین سال، در تورنمت جام باشگاه‌های جهان (جام بین قاره‌ای سابق) حاضر شد و در فینال بوکا جونیورز را با نتیجه ۴–۲ شکست داد و برای نخستین بار این جام معتبر بین‌المللی را تحت نام جدیدش فتح کرد.
میلان که فصل ۰۸–۲۰۰۷ را پایین‌تر از سطح انتظار به اتمام رسانده بود، در تابستان ۲۰۰۸ جهت تقویت تیم فعالیت نسبتاً گسترده‌ای را در بازار نقل و انتقالات انجام داد. آن‌ها در ابتدا رونالدینیو را از بارسلونا خریداری کردند. در ادامه ستاره سابق خود آندری شوچنکو را با قراردادی قرضی از چلسی به خدمت گرفتند. همچنین جیانلوکا زامبروتا از بارسلونا، متیو فلامینی از آرسنال و مارکو بوریلو از جنوا دیگر بازیکنانی بودند که در بازار تابستانی جذب باشگاه شدند. در بازار نقل و انتقالات زمستانی دیوید بکام ستاره انگلیسی لس‌آنجلس گلکسی با قراردادی قرضی و تا پایان فصل به میلان پیوست. باشگاه در رقابت‌های سری‌آ پس از اینتر و یوونتوس در جایگاه سوم قرار گرفت. در رقابت‌های اروپایی نیز پس از دوم شدن در گروه و صعود به مرحله حذفی، به مصاف وردر برمن رفته و در مجموع دو بازی بخاطر گل زده کمتر در خانه حریف از گردانه رقابت‌ها خارج شد. اما مهم‌ترین اتفاق این فصل خداحافظی اسطوره باشگاه پائولو مالدینی، بعد از ۲۴ سال حضور در سطح اول فوتبال ایتالیا و اروپا بود. کاکا نیز در پایان فصل با قراردادی به ارزش ۶۸٫۵ میلیون یورو به رئال مادرید پیوست. همچنین کارلو آنچلوتی سرمربی میلان پس از ۸ فصل هدایت باشگاه و کسب ۸ جام، راهی چلسی شد.
در فصل ۱۱–۲۰۱۰ باشگاه با به خدمت گرفتن ماسیمیلیانو آلگری به‌عنوان سر مربی و جذب بازیکنانی چون زلاتان ابراهیموویچ، روبینیو، کوین پرنس بواتنگ، آنتونیو کاسانو و مارک فن بومل موفق به کسب هجدهمین قهرمانی در سری آ گردید. در پایان این فصل آندره‌آ پیرلو پس از ده سال میلان را به قصد پیوستن به رقیب دیرینه یوونتوس ترک گفت. کوچ پیرلو سرآغاز تغییر نسل طلایی میلان بود که در طول ده سال، جام‌های معتبر داخلی و بین‌المللی را فتح کرده و میلان را به جایگاه پرافتخارترین باشگاه در سطح بین‌المللی رسانده بودند.
فصل ۱۲–۲۰۱۱ را میلان در جایگاه دوم به پایان رساند و در انتهای فصل شاهد خداحافظی و خروج ستارگانی چون الساندرو نستا، فیلیپو اینزاگی، جیانلوکا زامبروتا، جنارو گتوسو، مارک فن بومل، کلارنس سیدورف، تیاگو سیلوا، زلاتان ابراهیمویچ و تغییر کامل نسل طلایی بود.

## ورزشگاه

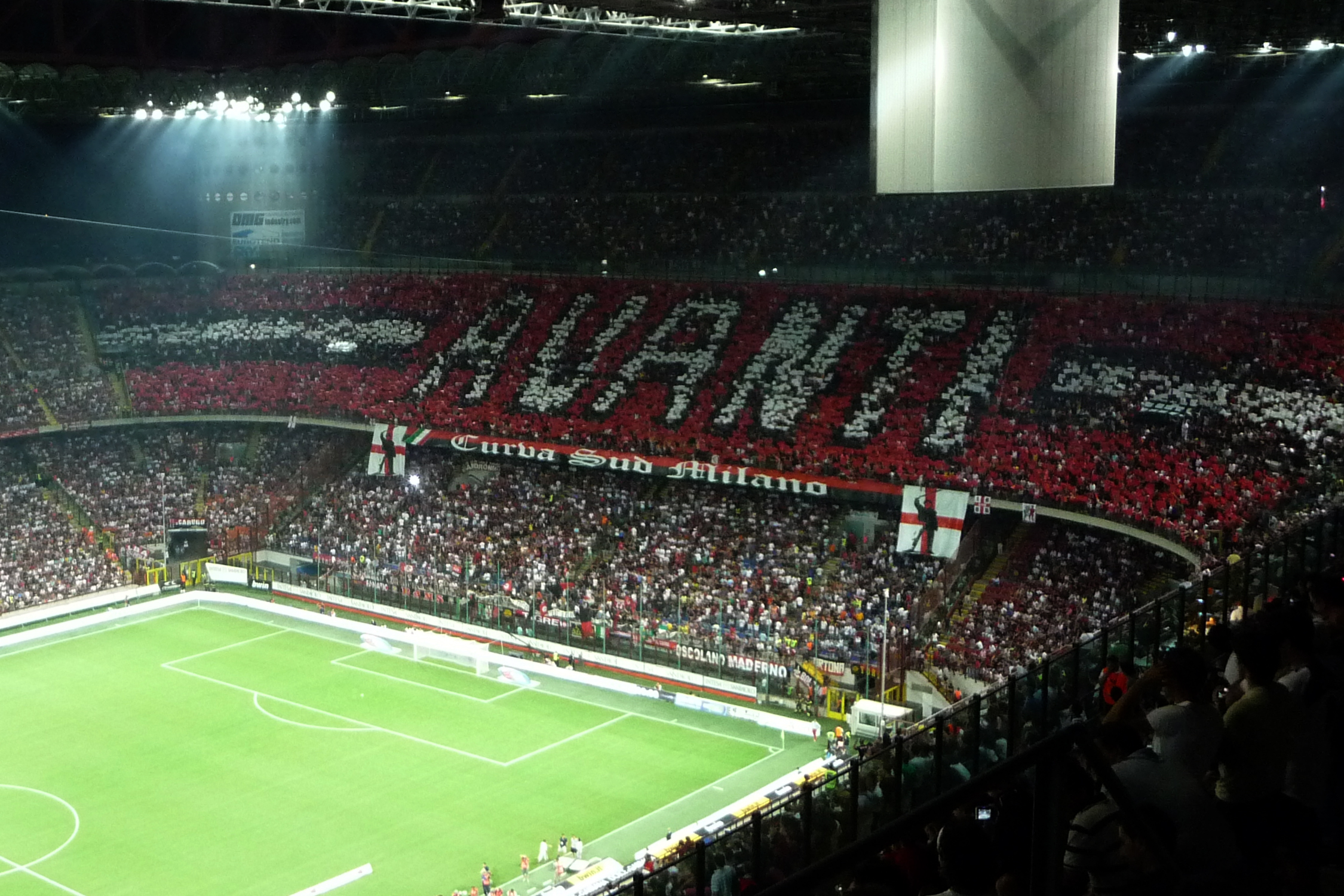
دربی میلان - اینتر، ورزشگاه سن‌سیرو ۲۰۰۹

سن سیرو (یا جوزپه مه آتزا) (به ایتالیایی: Stadio San Siro) ورزشگاه تیم‌های آ. ث میلان و اینتر میلان است. سن‌سیرو بزرگ‌ترین ورزشگاه ایتالیا و یکی از بزرگ‌ترین ورزشگاه‌های اروپاست. در سال ۱۹۲۵ شهرداری میلان شروع ساخت این ورزشگاه را آغاز کرد و کار ساخت آن یک سال به طول انجامید. گنجایش ابتدایی این ورزشگاه ۷۰ هزار نفر بود و سن سیرو نام داشت. تیم‌های اینتر میلان و آث میلان از همان ابتدا اجاره‌نشین این ورزشگاه بودند و بازی‌های خود را در آنجا برگزار می‌کردند. در سال ۱۹۷۲ برترین گلزن تاریخ اینتر و کاپیتان سابق میلان یعنی جوزپه مه آتزا درگذشت. شهرداری میلان برای تجلیل از این ستاره ورزشگاه سن سیرو را به ورزشگاه جوزپه مه آتزا تغییر نام داد. در سال ۱۹۸۹ این ورزشگاه برای نوسازی مدت کوتاهی تعطیل شد و پس از بازگشایی ظرفیت آن به حدود ۸۳ هزار نفر رسید. بسیاری از بازی‌های ایتالیا در همین ورزشگاه برگزار می‌شود.
یوفا به تمامی ورزشگاه‌های اروپا بر اساس کیفیت آن‌ها امتیاز می‌دهد. ورزشگاه سن سیرو نمره ۵ از ۵ را دریافت کرده است. ۲۸ مه ۲۰۱۶ رئال مادرید و اتلتیکو مادرید شصت و یکمین فینال لیگ قهرمانان اروپا را در این ورزشگاه برگزار کردند.

## هواداران و رقبا
با توجه به تحقیقات روزنامهٔ ایتالیایی لا رپوبلیکا، میلان یکی از پرطرفدارترین باشگاه‌های ایتالیا است. از لحاظ تاریخی، حامیان میلان عمدتاً طبقه کارگر و اعضای اتحادیه‌های تجاری بوده‌اند. در طرف مقابل اینتر، غالباً توسط قشر متوسط جامعه حمایت می‌شود. فوسا دی لئونی یکی از قدیمی‌ترین گروه‌های هواداری اولترای ایتالیا، در شهر میلان مستقر است و از میلان حمایت می‌کند. در حال حاضر بریگیت روسونره اصلی‌ترین گروه اولترای حامی میلان است. با توجه به تحقیقاتی که در سال ۲۰۱۰ صورت گرفته، میلان با بیش از ۱۸٫۴ میلیون هوادار، پرطرفدارترین تیم ایتالیایی و هفتمین تیم پرطرفدار اروپایی است.
اینتر اصلی‌ترین رقیب میلان است. این دو تیم هر فصل دو بار در قالب رقابت‌های سری آ باهم به رقابت می‌پردازند. شهرآورد میلان یکی از پرتماشاگرترین رقابت‌های فوتبال در سطح جهان است.

## لباس باشگاه
لباس خانگی میلان از ابتدا راه‌راه قرمز و مشکی بود. تنها تفاوت موجود در لباس میلان در طول تاریخ، تعداد خط‌های قرمز و مشکی آن بوده است. هربرت کیلپین قرمز را به‌عنوان نماد شیطان و مشکی را برای ایجاد ترس در حریفان انتخاب کرده‌بود. بخاطر لباس مشکی و قرمز باشگاه به بازیکنان میلان اصطلاحاً روسونری می‌گویند. لباس دوم تیم همواره سفید بوده است.
میلان ۸بار در فینال لیگ قهرمانان/جام باشگاه‌های اروپا با لباس سفید حاضر شده و ۶بار فینال را با پیروزی پشت سر گذاشته است. همچنین در ۳ فینال با لباس اول حاضر شده و در این بین تنها یکبار موفق به فتح جام شده است.
پیراهن سوم باشگاه که کمتر از آن استفاده می‌شود بین رنگ‌های سیاه، زرد، آبی، قرمز، نقره‌ای و طلایی در حال تغییر بوده است.
در طول فصل ۹۸–۱۹۹۷ میلان از ۸ پیراهن مختلف استفاده کرده که این موضوع رکوردی برای باشگاه بحساب می‌آید.

### تولیدکنندگان لباس و اسپانسرهای باشگاه
| سال     | تولیدکننده لباس | حامی مالی       | حامی مالی                 |
| سال     | تولیدکننده لباس | برند            | شرکت                      |
| ------- | --------------- | --------------- | ------------------------- |
| ۱۹۸۱–۸۲ | لینه‌آ میلان     | پوه جینز        | ایتالیانا مانیفاتوره      |
| ۱۹۸۲–۸۳ | اِن‌آر            | هیتاچی          | هیتاچی یوروپ              |
| ۱۹۸۳–۸۴ | اِن‌آر            | کوئور           | کوئور                     |
| ۱۹۸۴–۸۵ | رولی گو         | اسکار موندادوری | آرنولدو موندادوری ادیتوره |
| ۱۹۸۵–۸۶ | جیانی ریورا     | فوتورکس یو-بیکس | اولیوتی                   |
| ۱۹۸۶–۸۷ | کاپا            | فوتورکس یو-بیکس | اولیوتی                   |
| ۱۹۸۷–۹۰ | کاپا            | مدیولانوم       | مدیولانوم                 |
| ۱۹۹۰–۹۲ | آدیداس          | مدیولانوم       | مدیولانوم                 |
| ۱۹۹۲–۹۳ | آدیداس          | موتا            | موتا                      |
| ۱۹۹۳–۹۴ | لوتو            | موتا            | موتا                      |
| ۱۹۹۴–۹۸ | لوتو            | اوپل            | جنرال موتورز              |
| ۱۹۹۸–۰۶ | آدیداس          | اوپل            | جنرال موتورز              |
| ۲۰۰۶–۱۰ | آدیداس          | بی‌وین           | بی‌وین                     |
| ۲۰۱۰–۱۸ | آدیداس          | فلای امیریتز    | گروه امارات               |
| ۲۰۱۸-   | پوما            | فلای امیریتز    | گروه امارات               |

## بازیکنان

### بازیکنان فعلی
تا تاریخ ۶ اوت ۲۰۲۵
| شماره |                     | پست       | بازیکن               |
| ----- | ------------------- | --------- | -------------------- |
| ۱     | ایتالیا             | دروازه‌بان | پیترو تراچیانو       |
| ۲     | اکوادور             | مدافع     | پرویس استوپینیان     |
| ۴     | ایتالیا             | هافبک     | ساموئل ریچی          |
| ۷     | مکزیک               | مهاجم     | سانتیاگو خیمنز       |
| ۸     | انگلستان            | هافبک     | روبن لوفتوس-چیک      |
| ۱۰    | پرتغال              | مهاجم     | رافائل لیائو         |
| ۱۱    | ایالات متحده آمریکا | مهاجم     | کریستین پولیسیک      |
| ۱۴    | کرواسی              | هافبک     | لوکا مودریچ          |
| ۱۶    | فرانسه              | دروازه‌بان | مایک منیان (کاپیتان) |
| ۱۷    | سوئیس               | مهاجم     | نوا اکافور           |
| ۱۹    | فرانسه              | هافبک     | یوسف فوفانا          |
| ۲۰    | اسپانیا             | مدافع     | الخاندرو خیمنز       |

| شماره |                     | پست       | بازیکن              |
| ----- | ------------------- | --------- | ------------------- |
| ۲۱    | نیجریه              | مهاجم     | ساموئل چوکووئزه     |
| ۲۳    | انگلستان            | مدافع     | فیکایو توموری       |
| ۲۴    | ایتالیا             | مدافع     | فیلیپو تراچانو      |
| ۲۸    | آلمان               | مدافع     | مالیک تیاو          |
| ۳۰    | سوئیس               | هافبک     | آردون یاشاری        |
| ۳۱    | صربستان             | مدافع     | استراهینچا پاولوویچ |
| ۳۳    | ایتالیا             | مدافع     | داویده بارتساگی     |
| ۳۸    | فرانسه              | هافبک     | وارن بوندو          |
| ۴۶    | ایتالیا             | مدافع     | متئو گابیا          |
| ۵۶    | بلژیک               | هافبک     | الکسی سالماکرز      |
| ۸۰    | ایالات متحده آمریکا | هافبک     | یونس موسی           |
| ۹۶    | ایتالیا             | دروازه‌بان | لورنزو توریانی      |

### بازیکنان قرضی در تیم‌های دیگر
تذکر: پرچم استفاده شده در کنار نام بازیکنان نشان‌دهندهٔ ملیتی است که برای بازیکنان در فیفا ثبت شده‌است. این بازیکنان ممکن است بیش از یک ملیت داشته باشند.
| شماره |         | نقش | بازیکن                                                  |
| ----- | ------- | --- | ------------------------------------------------------- |
|       | ایتالیا | MF  | تومازو پوبگا (در باشگاه فوتبال بولونیا تا ۳۰ ژوئن ۲۰۲۶) |
|       | ایتالیا | MF  | کوین زرولی (در باشگاه فوتبال مونتزا تا ۳۰ ژوئن ۲۰۲۶)    |

| شماره |         | پست   | بازیکن                                                   |
| ----- | ------- | ----- | -------------------------------------------------------- |
|       | ایتالیا | مهاجم | فرانچسکو کاماردا (at باشگاه فوتبال الچه تا ۳۰ ژوئن ۲۰۲۶) |
|       | ایتالیا | FW    | لورنزو کولومبو (در باشگاه فوتبال جنوا تا ۳۰ ژوئن ۲۰۲۶)   |
|       | اسپانیا | FW    | آلوارو موراتا (در گالاتاسرای تا ۲۰ ژانویه ۲۰۲۶)          |

## شماره‌های بایگانی شده
| شماره  | بازیکن         | ملیت    | پست                | نخستین مسابقه | آخرین مسابقه | منبع   |
| ------ | -------------- | ------- | ------------------ | ------------- | ------------ | ------ |
| ۶[الف] | فرانکو بارزی   | ایتالیا | سوئیپر             | ۲۳ آوریل ۱۹۷۸ | ۱ ژوئن ۱۹۹۷  | [ ۹۴ ] |
| ۳[ب]   | پائولو مالدینی | ایتالیا | دفاع وسط / دفاع چپ | ۲۳می ۱۹۸۵     | ۳۱ مه ۲۰۰۹   | [ ۹۴ ] |

- الف. ^  وی از سال ۱۹۸۲ تا ۱۹۹۷ بازوبند کاپیتانی میلان را در اختیار داشت.
- ب. ^  وی از سال ۱۹۹۷ تا ۲۰۰۹ بازوبند کاپیتانی میلان را در اختیار داشت.

## کادرفنی کنونی
تا تاریخ ۳۱ مه ۲۰۲۵
| موقعیت           | نام                  |
| ---------------- | -------------------- |
| سرمربی           | ماسیمیلیانو آلگری    |
| کمک مربی         | سیرامانا دمبله       |
| مربیان بدنساز    | ژائو کاستا           |
| مربیان بدنساز    | ادواردو اولیویرا     |
| مربیان بدنساز    | فیلیپو ناردی         |
| دستیاران فنی     | فابیو مورا           |
| مربیان دروازه‌بان | دیامانتینو فیگوایردو |
| مربیان دروازه‌بان | ودران رونیه          |
| مدیر تیم         | جفری مونکادا         |

## روسا و مربیان باشگاه

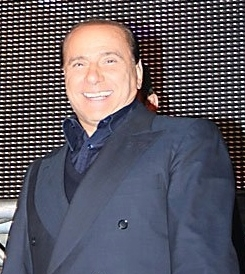
سیلویو برلوسکونی، با کسب ۲۸ جام پرافتخارترین رئیس باشگاه است.

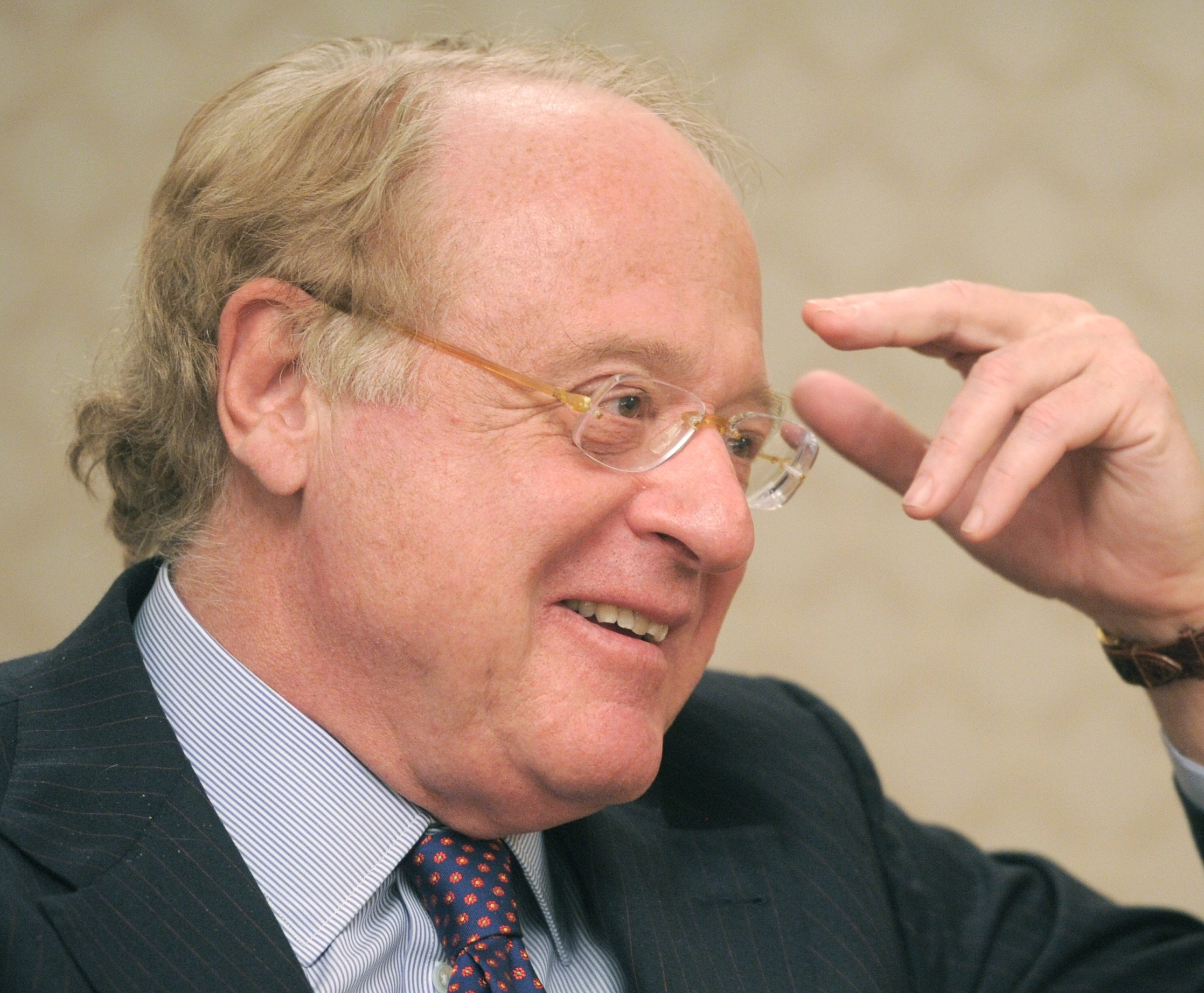
پائولو اسکارونی رئیس کنونی باشگاه

میلان در طول تاریخ خود از سال ۱۸۹۹ تاکنون، رؤسای گوناگونی داشته است. برخی از این روسا هم‌زمان مالک باشگاه هم بوده‌اند، درحالی‌که تعدادی از آن‌ها ریاست افتخاری باشگاه را برعهده داشته‌اند. نخستین رئیس باشگاه، آلفرد ادواردز انگلیسی بود که به‌همراه هربرت کیلپین، از بنیان‌گذاران میلان بودند. طولانی‌ترین دوران ریاست باشگاه، متعلق به سیلویو برلوسکونی است که از سال ۱۹۸۶ تا ۲۰۱۷، مالکیت و ریاست باشگاه را برعهده داشته است. وی همچنین با ۲۸ جام داخلی و بین‌المللی، پرافتخارترین رئیس تاریخ باشگاه است.

### فهرست کامل رؤسای باشگاه
| سال       | نام                                |
| --------- | ---------------------------------- |
| ۱۸۹۹–۱۹۰۹ | آلفرد ادواردز                      |
| ۱۹۰۹      | جیانینو کامپریو                    |
| ۱۹۰۹–۱۹۲۸ | پیه‌رو پیره‌لی                       |
| ۱۹۲۸–۱۹۳۰ | لوئیجی راواسکو                     |
| ۱۹۳۰–۱۹۳۳ | ماریو برناتزولی                    |
| ۱۹۳۳–۱۹۳۵ | لوئیجی راواسکو                     |
| ۱۹۳۵      | پیترو آنونی                        |
| ۱۹۳۵–۱۹۳۶ | پیترو آنونی لورنزینی رینو والدامری |
| ۱۹۳۶–۱۹۳۹ | امیلیو کولومبو                     |
| ۱۹۳۹–۱۹۴۰ | آشیله اینورنیتزی                   |

| سال       | نام               |
| --------- | ----------------- |
| ۱۹۴۰–۱۹۴۴ | اومبرتو تراباتونی |
| ۱۹۴۴–۱۹۴۵ | آنتونیو بوسینی    |
| ۱۹۴۵–۱۹۵۴ | اومبرتو تراباتونی |
| ۱۹۵۴–۱۹۶۳ | آندره‌آ ریتزولی    |
| ۱۹۶۳–۱۹۶۵ | فلیسه ریوا        |
| ۱۹۶۵–۱۹۶۶ | فده‌ریکو سوردیلو   |
| ۱۹۶۷–۱۹۷۱ | فرانو کارارو      |
| ۱۹۷۱–۱۹۷۲ | فده‌ریکو سوردیلو   |
| ۱۹۷۲–۱۹۷۵ | آلبینو بوتیکی     |
| ۱۹۷۵–۱۹۷۶ | برونو پاردی       |
| ۱۹۷۶–۱۹۷۷ | ویتوریو دوئی‌نا    |

| سال       | نام                |
| --------- | ------------------ |
| ۱۹۷۷–۱۹۸۰ | فلیسه کولومبو      |
| ۱۹۸۰–۱۹۸۲ | گائه‌تانو موراتزونی |
| ۱۹۸۲–۱۹۸۶ | جوزه‌په فارینا      |
| ۱۹۸۶      | روزاریو لو ورده    |
| ۱۹۸۶–۲۰۰۴ | سیلویو برلوسکونی   |
| ۲۰۰۴–۲۰۰۶ | شورای ریاست.       |
| ۲۰۰۶–۲۰۰۸ | سیلویو برلوسکونی   |
| ۲۰۰۸–۲۰۱۶ | شورای ریاست.       |
| ۲۰۱۷–۲۰۱۸ | لی یونگ هونگ       |
| -۲۰۱۸     | پائولو اسکارونی    |

### برخی از مربیان بزرگ باشگاه

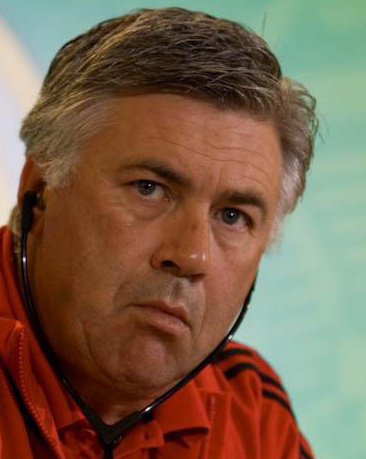
کارلو آنچلوتی ۸ سال پیاپی سرمربی میلان بود و همراه میلان ۸ جام کسب کرد.

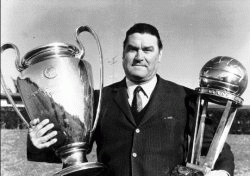
نرئو روکو، موفق‌ترین سرمربی باشگاه با ۱۰ جام

| سال                             | نام               |
| ------------------------------- | ----------------- |
| ۱۹۰۸–۱۹۰۰                       | هربرت کیلپین      |
| ۱۹۲۶–۱۹۲۴                       | ویتوریو پوتزو     |
| ۱۹۵۲                            | گونار گرن         |
| ۱۹۶۳–۱۹۶۱، ۱۹۶۷–۱۹۷۳، ۱۹۷۷      | نرئو روکو         |
| ۱۹۶۶–۱۹۶۳، ۱۹۷۷–۱۹۷۹، ۱۹۸۴–۱۹۸۷ | نیلس لیدهولم      |
| ۱۹۷۴–۱۹۷۳، ۲۰۰۱                 | چزاره مالدینی     |
| ۱۹۷۴، ۱۹۷۵–۱۹۷۶                 | جیووانی تراپاتونی |
| ۱۹۸۷، ۱۹۹۱–۱۹۹۶، ۱۹۹۷–۱۹۹۸      | فابیو کاپلو       |
| ۱۹۸۷–۱۹۹۱، ۱۹۹۶–۱۹۹۷            | آریگو ساکی        |
| ۱۹۹۸–۲۰۰۱                       | آلبرتو زاکرونی    |
| ۲۰۰۹–۲۰۰۱                       | کارلو آنچلوتی     |
| ۲۰۱۰–۲۰۱۴                       | ماسیمیلیانو آلگری |

## افتخارات
میلان با کسب ۵۲ جام رسمی، یکی از پرافتخارترین باشگاه‌های ایتالیا است. این باشگاه با ۱۸ جام بین‌المللی بعد از رئال مادرید در رده دوم پرجام‌ترین تیم‌های فوتبال باشگاهی اروپا قرار دارد. رکورد میلان حاوی ۱۴ جامِ اروپایی و ۴ جامِ جهانی است. در سال ۱۹۷۹، یک ستارهٔ طلایی به مناسبت کسب دهمین اسکودتو بر بالای لوگوی میلان قرار گرفت.

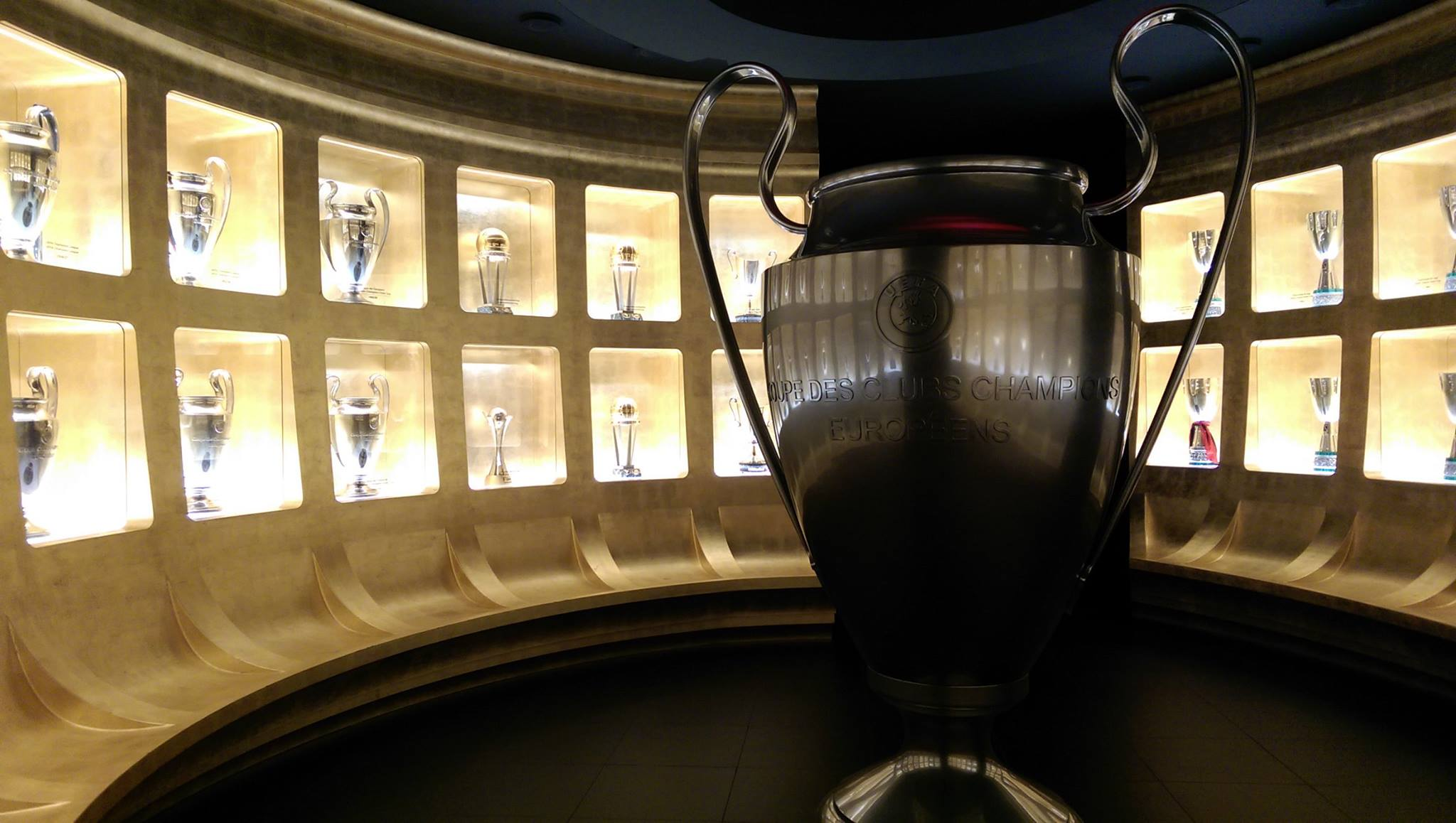
نمایی جزئی از اتاق جوایز باشگاه، واقع در موزهٔ موندو میلان

| نوع    | تورنمنت                                  | عنوان‌ها | فصل‌ها |
| ------ | ---------------------------------------- | ------- | --- |
| داخلی  | سری آ                                    | ۱۹      | ۱۹۰۱، ۱۹۰۶، ۱۹۰۷، ۵۱–۱۹۵۰، ۵۵–۱۹۵۴, ۵۷–۱۹۵۶, ۵۹–۱۹۵۸, ۶۲–۱۹۶۱, ۶۸–۱۹۶۷, ۷۹–۱۹۷۸, ۸۸–۱۹۸۷, ۹۲–۱۹۹۱, ۹۳–۱۹۹۲, ۹۴–۱۹۹۳, ۹۶–۱۹۹۵, ۹۹–۱۹۹۸, ۰۴–۲۰۰۳, ۱۱–۲۰۱۰، ۲۲–۲۰۲۱                                       |
| داخلی  | سری بی                                   | ۲       | ۸۱–۱۹۸۰, ۸۳–۱۹۸۲ |
| داخلی  | کوپا ایتالیا                             | ۵       | ۶۷–۱۹۶۶, ۷۲–۱۹۷۱, ۷۳–۱۹۷۲, ۷۷–۱۹۷۶, ۰۳–۲۰۰۲ |
| داخلی  | سوپر جام ایتالیا                         | ۸م      | ۱۹۸۸, ۱۹۹۲, ۱۹۹۳, ۱۹۹۴, ۲۰۰۴, ۲۰۱۱, ۲۰۱۶ , ۲۰۲۴ |
| قاره‌ای | جام باشگاه‌های اروپا / لیگ قهرمانان اروپا | ۷       | جام باشگاه‌های اروپا ۶۳–۱۹۶۲, جام باشگاه‌های اروپا ۶۹–۱۹۶۸, جام باشگاه‌های اروپا ۸۹–۱۹۸۸, جام باشگاه‌های اروپا ۹۰–۱۹۸۹, لیگ قهرمانان اروپا ۹۴–۱۹۹۳, لیگ قهرمانان اروپا ۰۳–۲۰۰۲, لیگ قهرمانان اروپا ۰۷–۲۰۰۶ |
| قاره‌ای | جام در جام اروپا                         | ۲       | جام در جام اروپا ۶۸–۱۹۶۷, جام در جام اروپا ۷۳–۱۹۷۲ |
| قاره‌ای | سوپر جام اروپا                           | ۵       | ۱۹۸۹, ۱۹۹۰, ۱۹۹۴, ۲۰۰۳, ۲۰۰۷ |
| جهانی  | جام بین قاره‌ای فوتبال                    | ۳م      | ۱۹۶۹, ۱۹۸۹, ۱۹۹۰ |
| جهانی  | جام باشگاه‌های جهان                       | ۱       | ۲۰۰۷ |

- رکورد
- م رکورد مشترک

## میلان و توپ طلای اروپا

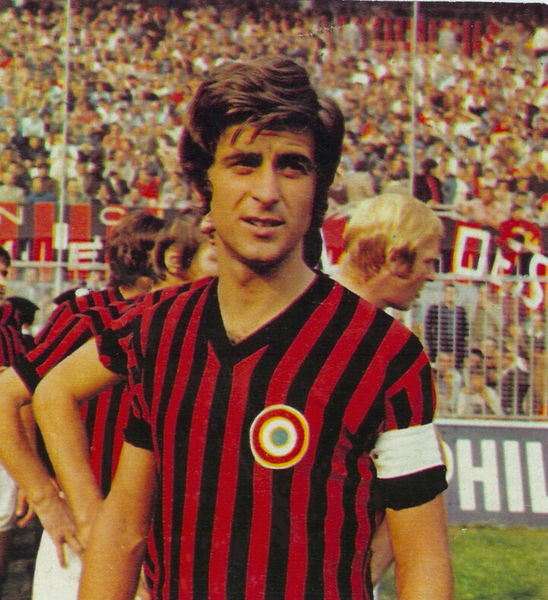
جانی ریورا نخستین بازیکن میلان است که برنده توپ طلا شده است.

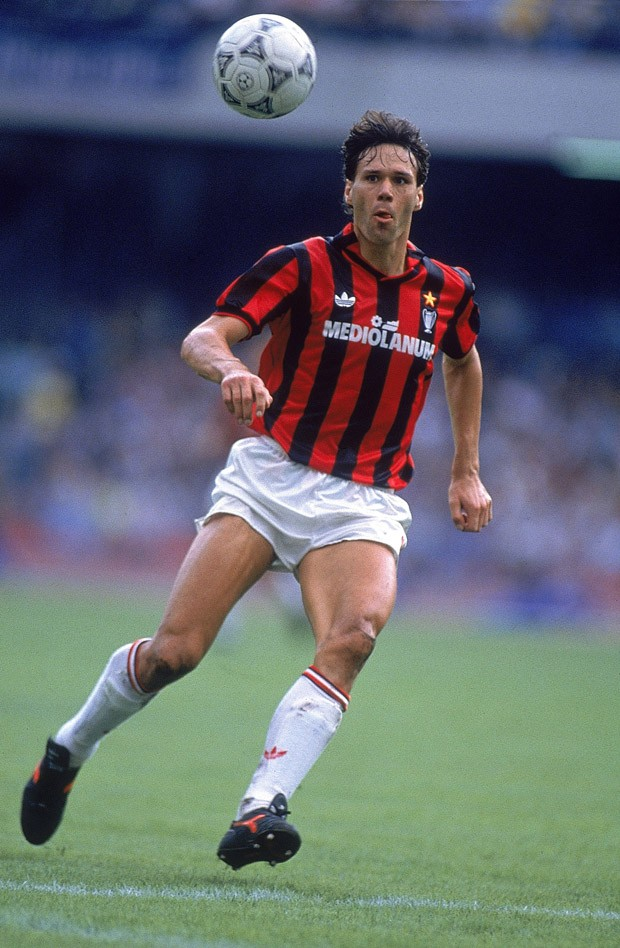
مارکو فان باستن برنده توپ طلای ۸۸. او سه بار در لباس میلان موفق به کسب توپ طلای اروپا شد.

جانی ریورا، نخستین بازیکن میلان و دومین ایتالیایی برنده توپ طلای اروپا (تلفظ فرانسوی: [balɔ̃ dɔʁ]) است. او در سال ۱۹۶۹، در رقابت با هموطنش لوئیجی ریوا، توپ طلا را از آن خود کرد.
پس از او رود گولیت هلندی، بالاتر از پائولو فوتره پرتغالی، برنده توپ طلای ۸۷ شد.
مارکو فان باستن، دیگر ستاره هلندی بود که در سال‌های ۸۸ و ۸۹ دو بار پیاپی توپ طلا را به ویترین افتخارات خود افزود. او در این دوسال، با هم تیمی‌های خود گولیت و بارزی رقابت داشت.
فان باستن، در ادامه روند موفقیتش، توپ طلای سوم را در سال ۹۲ برد. در این سال هریستو استویچکوف، جدی‌ترین رقیب او برای تصاحب توپ طلا بود.
ژرژ وه‌آ، دیگر بازیکن میلان است که در سال ۹۵ فاتح توپ طلا شد. او همچنین، نخستین بازیکن غیر اروپایی است که توپ طلا را برده است. وه‌آ نیمهٔ نخست سال را برای پاری سن ژرمن بازی کرد.
آندری شوچنکو هفتمین توپ طلای میلان را در سال ۲۰۰۴ کسب کرد. جدی‌ترین رقبای او دکو و رونالدینیو بودند. و در نهایت کاکا، آخرین توپ طلای میلان را در سال ۲۰۰۷ از آن خود کرد. او در شرایطی به این افتخار نائل شد که رقیبانی چون کریستیانو رونالدو و لیونل مسی را در کنار خود می‌دید.
در سال‌های ۱۹۸۸ و ۱۹۸۹، هر سه نفر نخست بازیکن میلان بودند و باشگاه میلان از این حیث رکورددار است. در هر دو سال مارکو فان باستن فاتح توپ طلا شد.
در جدول رده‌بندی، میلان با مجموع ۶ بازیکن و ۸ توپ طلا به همراه یوونتوس در ردهٔ نخست ایتالیا و به صورت مشترک در ردهٔ سوم اروپا قرار دارد.

## آمار و رکوردهای باشگاه

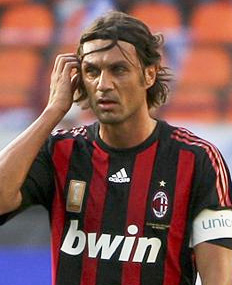
پائولو مالدینی با ۹۰۲ بازی، بیشترین حضور را در میلان داشته است.

پائولو مالدینی با ۹۰۲ بازی در مجموع و ۶۴۷ بازی در سری آ، رکورددار تعداد بازی برای میلان است. او همچنین رکورددار تعداد بازی در سری آ است.
یکی از رأس‌های مثلث سوئدی میلان، گونار نوردال با ۲۲۱ گل، بهترین گلزن تاریخ میلان است. بعد از او آندری شوچنکوی اوکراینی با ۱۷۵ گل قرار دارد و جانی ریورا کاپیتان سابق میلان با ۱۶۴ گل جایگاه سوم را در اختیار دارد. ریورا همچنین با ۱۷ سال و ۸۰ روز سن، جوان‌ترین گلزن تاریخ میلان است.
مربی اسطوره‌ای میلان نرئو روکو، که میلان را به یکی از غول‌های دهه شصت اروپا تبدیل کرده بود، نخستین جام قهرمانی اروپا را برای میلان کسب کرد. طولانی‌ترین دوران مربیگری میلان با ۴۵۰ بازی، در اختیار اوست.
سیلویو برلوسکونی، طولانی‌ترین دوران ریاست باشگاه را با ۳۱ سال ریاست در اختیار دارد.
میلان پس از رئال مادرید، بیشترین جام بین‌المللی را در بین تیم‌های اروپایی برده و دومین باشگاه پرافتخار فوتبال اروپاست.
در فصل ۹۲–۱۹۹۱، میلان بدون شکست اسکودتو را فتح کرد و تبدیل به نخستین تیمی شد که بدون شکست فاتح سری آ می‌شود. با ۵۸ بازی بدون شکست، میلان رکورددار ایتالیا است و در اروپا بعد از استوا بخارست(۱۰۴) و سلتیک(۶۸)، در رده سوم قرار دارد.
بزرگ‌ترین پیروزی باشگاه در برابر مودنا به‌دست آمده است. میلان در یکی از دیدارهای فصل ۱۵–۱۹۱۴، مودنا را با نتیجه ۱۳–۰ شکست داده است.
بولونیا در فصل ۲۳–۱۹۲۲، سنگین‌ترین شکست را با ۸ گل به میلان تحمیل کرده است.